# Феллоуз, Грэм
Грэм Дэвид Феллоуз (англ. Graham David Fellows, род. 22 мая 1959, Шеффилд, Йоркшир, Англия) — британский музыкант и комедийный актёр, получивший известность как создатель персонажа Джилтед Джон (Jilted John, Отвергнутый Джон).

## Jilted John
Сингл «Jilted John», записанный продюсером Мартином Хэннеттом и стилизованный под поп-панк в духе Buzzcocks, впервые прозвучал на радио в программе Джона Пила, который заметил, что если бы за раскрутку взялся мажорный лейбл, сингл непременно стал бы хитом. Это и произошло, когда сингл был «подобран» EMI International и вскоре поднялся до # 4 в м UK Singles Chart.
Сюжет песни (в которой главный герой жалуется на то, что девушка ушла от него к Гордону, который во всех отношениях лучше выглядит), был театрализован: «Гордона» сыграл Бернард Келли (знакомый Феллоуза по театральному колледжу), он же появился и в программе Top of the Pops. Ведущий шоу Дэвид Дженсен представил «Julted John» как «один из самых странных синглов десятилетия».
Келли выступил и в качестве соавтора би-сайда, «Going Steady», песни, которая лейблом Rabid Records первоначально рассматривалась как A-side сингла.
В том же году вышли ещё два сингла, уже под вывеской Gordon the Moron. За ними последовал псевдоконцептуальный альбом, записанный с продюсером Хэннеттом, True Love Stories, в котором рассказывалось о романтических похождениях Джона. Два сингла из него в чарты не вошли. Зато успех имели значки с надписями: «Gordon is a moron» и «Gordon is not a moron». Более того, впоследствии эта фраза была использована в политическом контексте, по отношению к британскому премьеру Гордону Брауну

### Джон Шаттлуорт
В 1986 году Феллоуз создал нового персонажа, Джона Шаттлуорта (англ. John Shuttleworth), подающего надежды автора-исполнителя на пятом десятке, из Шеффилда. Одну из песен своего героя, «Pigeons in Flight», Феллоуз безуспешно пытался внести в число претендентов на Конкурс песни Евровидение.
В 2008 году Феллоуз вновь предстал перед публикой как Jilted John на фестивале The Big Chill. Вместе с Бернардом Келли он исполнил новую песню, предметом исследования которой явились особенности фигуры Киры Найтли. Известность получили также его радиошоу The Shuttleworths, Shuttleworth’s Showtime и Radio Shuttleworth, где Феллоуз исполнял все роли и играл на своем органе.

### It’s Nice Up North
В 2004 году Феллоуз (как Шаттлуорт) с фотографом Мартином Парром создал фильм It’s Nice Up North, в котором развивалась теория о том, что британцы тем приятнее в общении, чем севернее они живут — путешествие завершалось на самом северном участке Шетландских островов. Летом 2007 года вышла вторая часть исследования, «Southern Softies», утверждавшая, что мягкотелость национального характера возрастает по мере продвижения на юг.

## Видео
- Jilted John, второе выступление в Top of the Pops, 1978 год

### Дискография

#### Синглы
- «Going Steady/Jilted John» (July 1978) Rabid TOSH 105 (UK #4)[4]
- «True Love/I Was A Pre Pubescent» (1979) EMI International (EMI 577)
- «The Birthday Kiss/Baz’s Party» (1979) EMI International (EMI 587)

#### Альбомы
- True Love Stories (1978) EMI International
- The Crap Stops Here (1980) Rabid LAST1